# Кодрат Атински
У хришћанству, Свети Апостол Кодрат Атински је био један од Седамдесеторице апостола. Рођен је у другој половини 1. века. 
Био је епископ у Атини где је наследио светог Публија, а након тога у Магнезији. Према хришћанском предању, био је познат као веома учен и мудар.
Свети Кодрат је написао одбрану хришћанства и предао је цару Хадријану. Пема хришћанској традицији, та одбрана је оставила толики утисак на цара, да је овај наредио, да се хришћани више не гоне без нарочитих кривица.
Умро је око 130. године у Магнезији, где је и сахрањен.
Православна црква прославља Кодрата Атинског 21. септембра по јулијанском календару.